# Александър Ган
Александър Фьодорович Ган (на руски: Александр Федорович Ган) е руски барон, офицер, генерал от пехотата. Участник в Руско-турската война (1877 – 1878).

## Биография
Александър Ган е роден на 7 юли 1809 г. в Русия в семейството на потомствен немски дворянин от Макленбург барон Фьодор Ган – действителен статски съветник. Ориентира се към военното поприще. Завършва Императорския царскоселски лицей със сребърен медал (1828). Произведен е в първо офицерско звание прапорщик с назначение в лейбгвардейския Финландски полк.
Участва в потушаването на Полското въстание (1830 – 1831). Повишен е във военно звание полковник (1850).
Участва в Кримската война (1853 – 1856) като командир на 35-и Брянски пехотен полк. Бие се храбро при обсадата на Силистра и отбраната на Севастопол.
Повишен е във военно звание генерал-майор от 1857 г. Назначен е за началник на щаба на Киевския военен окръг (1861). Участва в потушаването на Полското въстание (1863 – 1864). Повишен е във военно звание генерал-лейтенант от 1863 г. Последователно служи като командир на 23-та пехотна дивизия (1866), началник на местните войски на Московския военен окръг (1867), командир на 17-а пехотна дивизия (1875).
Участва в Руско-турската война (1877 – 1878). Получава назначение в Действуващата руска армия на Балканския полуостров като командир на 13-и армейски корпус. Включен е в състава на Русчушкия отряд с командир престолонаследника Александър Александрович. Участва във военните действия до края на октомври 1877 г.
По здравословни причини се връща в Русия. Преминава на нестроева служба. Член е на Александровския комитет за ранените (1877). Повишен е във военно звание генерал от пехотата и е назначен за член на Военния съвет на Руската армия (1878). Директор на Николаевското заведение за престарели воини (1880). Награден е с висшия орден „Свети Александър Невски“.
Автор на военноисторически трудове и спомени за Полското въстание и Кримската война.